# テ・デウム
テ・デウム（Te Deum）は、キリスト教のカトリック教会・ルーテル教会・正教会・聖公会の聖歌の1つ。テクストの冒頭の一文“Te Deum laudamus”（われら神であるあなたを讃えん）からこの名称で呼ばれる。

## 概要
曲種としてはイムヌス（賛歌）に分類される。
聖アンブロジウスにより愛弟子の1人へ洗礼を授ける際に即興で作られたとされ、アンブロジウス聖歌からグレゴリオ聖歌に採り入れられた。
聖務日課の「朝課」（真夜中の祈り）の最後に歌われることが多い。

## 作品
演奏会で歌われる作品としては、シャルパンティエやベルリオーズ、ブルックナーによるものが著名。
この他、ブライアン交響曲 第1番「ゴシック」やミヨーの交響曲 第3番「テ・デウム」のように交響曲のテキストとして用いる例もある。
またプッチーニのオペラ「トスカ」では、第1幕のフィナーレは教会内のテ・デウム(と独唱)である。